# Ozicrypta eungella
Ozicrypta eungella is een spinnensoort uit de familie Barychelidae. De soort komt voor in Queensland.